# Сараю (комуна)
Сараю (рум. Saraiu) — комуна у повіті Констанца в Румунії. До складу комуни входять такі села (дані про населення за 2002 рік):
- Дулгеру (587 осіб)
- Сараю (853 особи) — адміністративний центр комуни
- Стежару (43 особи)

Комуна розташована на відстані 165 км на схід від Бухареста, 71 км на північний захід від Констанци, 79 км на південь від Галаца.

## Населення
За даними перепису населення 2002 року у комуні проживали 1483 особи.
Національний склад населення комуни:
| Національність   | Кількість осіб | Відсоток |
| ---------------- | -------------- | -------- |
| румуни           | 1479           | 99,7%    |
| угорці           | 2              | 0,1%     |
| росіяни-липовани | 2              | 0,1%     |

Рідною мовою назвали:
| Мова      | Кількість осіб | Відсоток |
| --------- | -------------- | -------- |
| румунська | 1481           | 99,9%    |
| угорська  | 1              | 0,1%     |
| німецька  | 1              | 0,1%     |

Склад населення комуни за віросповіданням:
| Релігія       | Кількість осіб | Відсоток |
| ------------- | -------------- | -------- |
| православні   | 1450           | 97,8%    |
| римо-католики | 33             | 2,2%     |